# John Williams (Meuterer)
John Williams († 20. September 1793 auf Pitcairn) war ein britischer Seemann auf dem Handelsschiff Bounty, der nach seiner Beteiligung an der auf ihr begangenen Meuterei zu einem der ersten Siedler auf der Insel Pitcairn wurde.

## Leben

### Auf der Bounty

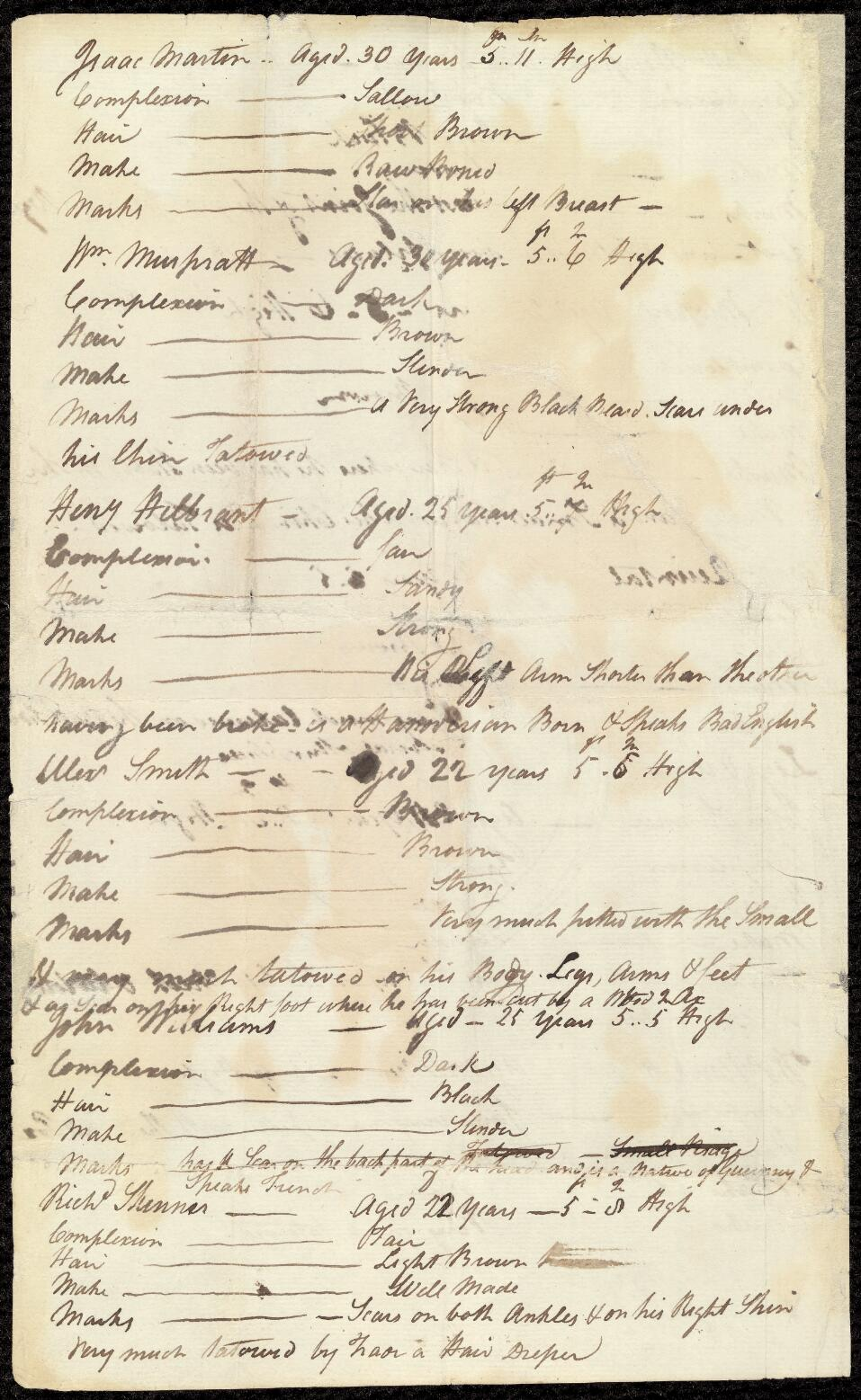
Eine Seite aus Blighs persönlichem Notizbuch mit seiner Beschreibung von Isaac Martin, William Muspratt, Henry Hilbrand, Alexander Smith, John Williams und Richard Skinner. National Library of Australia.

Williams schrieb sich am 7. September 1787 in Deptford als Vollmatrose (Able Seaman) mit Verwendung als Maat des Waffenmeisters (Armourer’s mate) im Alter von 26 Jahren in die Musterungsrolle der Bounty unter Lt. William Bligh ein. Er stammte aus Stepney (London Borough of Tower Hamlets), ist aber auf Guernsey aufgewachsen. Die Mission der Bounty, die Brotfrucht von Tahiti nach Jamaika zu transportieren, begann am 23. Dezember 1787.
Auf der Fahrt wurde Williams am 25. Mai 1788 in der False Bay von Bligh mit der Strafe der Auspeitschung zu sechs Hieben wegen Pflichtverletzung bei der Anwendung der Lotleine belegt. Er war damit der zweite von zehn Seeleute, an dem diese Form der körperlichen Bestrafung angewendet wurde.
Auf der weiteren Fahrt und dem fünfmonatigen Aufenthalt auf Tahiti fiel Williams nicht weiter auf. Am Morgen des 28. April 1789 schloss er sich den vom Steuermannsmaat Fletcher Christian angeführten Meuterern an. Nachdem Bligh an Deck gebracht wurde, hatte er den Zimmermann William Purcell und den Bootsmann William Cole an Deck geleitet. Danach bezog er bewaffnet mit einer Muskete mit aufgestecktem Bajonett seinen Posten auf dem Vorschiff. In nahezu allen späteren Zeugenaussagen wird er als bewaffneter Meuterer beschrieben, der danach durch keine nennenswerte Handlung auffiel. In der von Bligh erstellten Auflistung der Meuterer wird er folgend beschrieben: John Williams, Vollmatrose, 25 Jahre alt, etwa 5 Fuß und 5 Zoll hoch, dunkler Teint, schwarzes Haar, schlank; hat eine Narbe am Hinterkopf; ist tätowiert und ein Einwohner von Guernsey; spricht französisch.
Nach dem gescheiterten Siedlungsversuch der Meuterer auf Tubuai ist Williams am Tag der Rückkehr nach Tahiti am 22. September 1789 als einer von neun Meuterern auf der Bounty verblieben, die am Abend desselben Tages die sechzehn anderen Seeleute zurücklassend wieder in See ging. Nach einer viermonatigen Fahrt erreichte das Schiff im späten Januar 1790 die Insel Pitcairn, wo die neun Meuterer mit ihren tahitianischen Begleitern von Bord gingen.

### Auf Pitcairn
Nach Pitcairn wurde Williams von seiner tahitianischen Gefährtin Faahotu begleitet, die aber noch im ersten Jahr auf der Insel nach einem Skorbut-Befall an ihrem Nacken verstarb. Der in der Feldarbeit ungelernte Williams begann sich zunehmend nutzlos zu fühlen. Nachdem er mehrfach versuchte, seine acht Kameraden zur Rückreise nach Tahiti auf den Booten zu überreden, diese das aber ablehnten, beanspruchte er eine der drei Frauen der sechs tahitianischen Männer als neue Gefährtin für sich. Das Los fiel auf Toofaiti. Mit diesem Akt hatte er eine erste Erhebung der Tahitianer provoziert, die im Tod von zwei von ihnen endete. Am 20. September 1793 arbeitete Williams gerade an der Umzäunung seines Gartens, als er zu Beginn der zweiten Erhebung der vier verbliebenen Tahitianer als erstes erschossen wurde. Er hatte keine Kinder. Seine sterblichen Überreste wurden erst am 16. August 1794 zusammen mit denen der anderen fünf getöteten Kameraden bestattet.

## Fiktionale Darstellung
- Meuterei auf der Bounty (1962), dargestellt von Duncan Lamont

## Überlieferungen

### Erzählungen
- Teehuteatuaenoa („Jenny’s Account I“) nach einem anonymen Autor – Sydney Gazette and New South Wales Advertiser, 17. Juli 1819.
- Teehuteatuaenoa („Jenny’s Account II“) nach Henry Nott – Bengal Hurkaru, 2. Oktober 1826 & United Service Journal and Naval and Military Magazine (1829), Part II, S. 589–593.

### Erlebnisberichte
- Beechey, Frederick W., Narrative of a Voyage to the Pacific and Beering’s Strait. London 1831.
- Bligh, William, A voyage to the South sea, undertaken by command of His Majesty, for the purpose of conveying the bread-fruit tree to the West Indies, in His Majesty’s ship the Bounty, commanded by Lieutenant William Bligh. London 1792.
- Buffett, John, A Narrative of 20 years’ Residence on Pitcairn’s Island. In: The Friend, Vol. IV (1846), S. 2–3, 20–21, 27–28, 34–35, 50–51, 66–68.
- Morrison, James, Mutiny and Aftermath: James Morrison’s Account of the Mutiny on the Bounty and the Island of Tahiti. Hrsg. von Vanessa Smith, Nicholas Thomas. University of Hawaiʻi Press 2013.